# Charles FitzRoy, 2:e hertig av Cleveland
Charles Fitzroy, född 1662, död 1730, var en utomäktenskaplig son till Karl II av England och Barbara Villiers. Han var bland annat hertig av Southampton och senare Cleveland. Han var bror till Henry FitzRoy, 1:e hertig av Grafton och George Fitzroy, 1:e hertig av Northumberland.

## Familj
Gift 1:o med Mary Wood (1663–1680) och 2:o med Anne Pulteney (1663–1746). 
Barn: 
- Lady Grace Fitzroy (1697–1763), gift med Henry Vane, 1:e earl av Darlington
- William FitzRoy, 3:e hertig av Cleveland (1698–1774), ogift
- Lord Charles Fitzroy (1699–1723)
- Lord Henry Fitzroy (1701–1708)